# ジョン・C・マクスウェル
ジョン・カルヴァン・マクスウェル（John Calvin Maxwell、1947年 - ）は、アメリカ合衆国の著作家、講演者、牧師であり、おもにリーダーシップに焦点を当てた多数の著作を発表している。代表的著書には、『統率者の哲学 リーダーシップ21の法則 (The 21 Irrefutable Laws of Leadership)』、『リーダーシップ人間力の鉄則：部下の心に火をつける21の資質 (The 21 Indispensable Qualities of a Leader)』がある。彼の著書は数百万部が売れたとされ、その一部は『ニューヨーク・タイムズ』紙の The New York Times Best Seller list に取り上げられた。

## 私生活
マクスウェルは、1947年にオーストラリアのシドニーで生まれた。福音主義のキリスト教徒であった彼は、父の跡を継いで教役者の道に進んだ。1969年にオハイオ・クリスチャン大学で学士を取得し、その後、神学修士をアズサ・パシフィック大学、牧会学博士をフラー神学大学で取得した。現在は、妻マーガレット (Margaret) とともに、南フロリダに住んでいる。

## 経歴

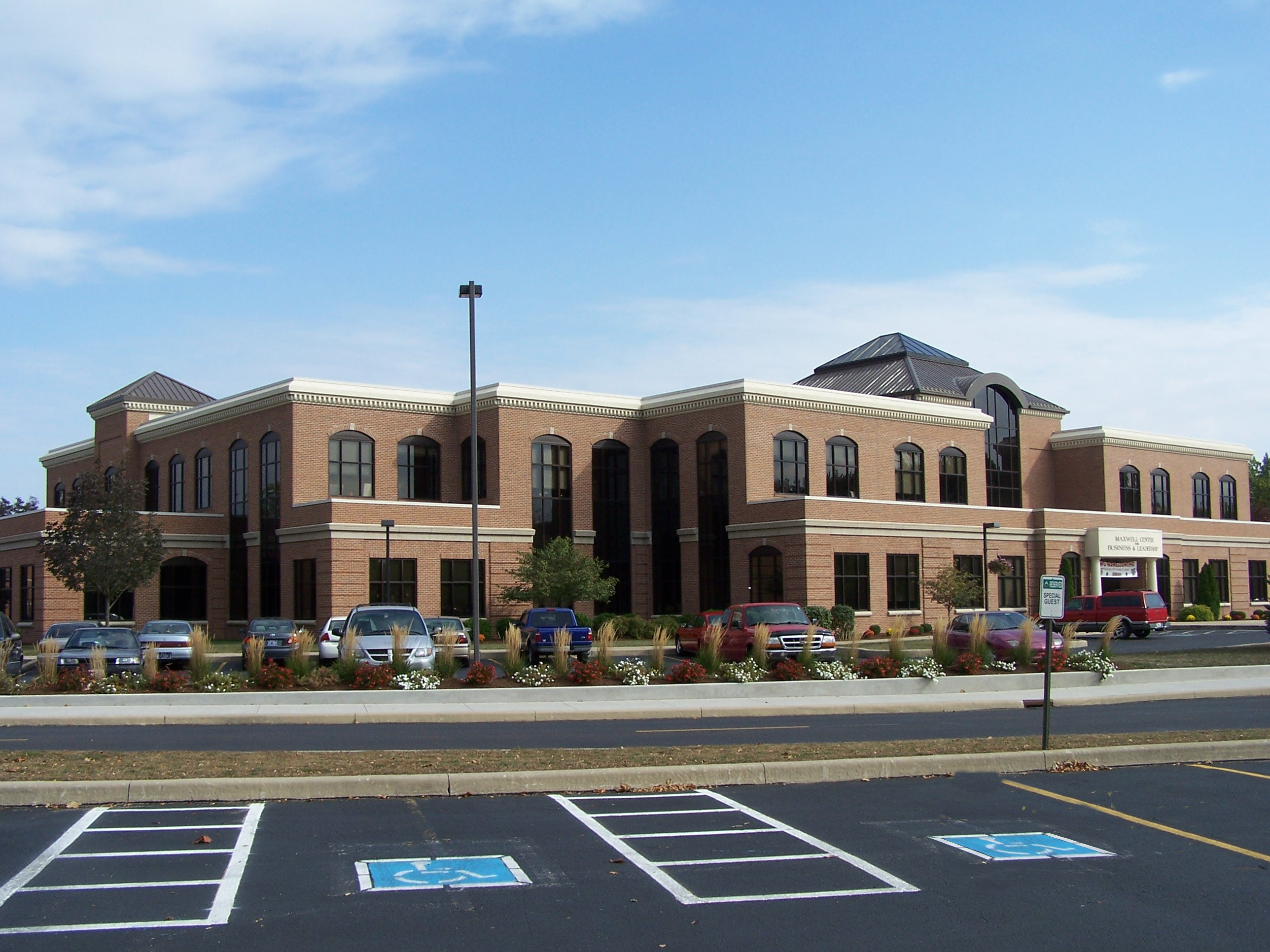
インディアナ・ウェスレヤン大学のマクスウェル・センター。

1970年代から、マクスウェルはインディアナ州、オハイオ州、カリフォルニア州、フロリダ州の様々な教会で司牧した。1995年に、14年間務めていたスカイライン教会の主任牧師を退職して以降は、フルタイムで講演と執筆活動を行なうようになった。さらに後の2004年には、フロリダ州 パーム・ビーチ・ガーデンズの巨大教会クリスチャン・フェローシップで、牧師職に復帰し、教師牧師 (teaching pastor) となっている。2008年11月16日から、マクスウェルは、カリフォルニア州オレンジ郡の有名なクリスタル大聖堂でも、客員牧師として司牧にあたるようになった。クリスタル大聖堂の創設者であり、マクスウェルの師であったロバート・H・シュラーは、2008年にその息子のロバート・A・シュラーがこの巨大教会の牧師を辞任した後、数多くの顕著な福音主義的な説教を行なった。マクスウェルは、クリスタル大聖堂における説教に復帰して、複数回の説教を担当し、その模様はテレビ番組『Hour of Power』で放送された。
マクスウェルは、リーダーシップ論の専門家であり、講演者、著作家である。彼が設立した団体には、 INJOY、Maximum Impact、The John Maxwell Team、ISS、EQUIP などがある。EQUIP は、指導者支援を行う国際的なリーダーシップ育成団体であり、80か国以上の国々の指導者たちが関わっている。その目的は、「有能なキリスト教指導者たちがあらゆる国々において大宣教命令の使命を成就させること (to see effective Christian leaders fulfill the Great Commission in every nation)」である。
マクスウェルは、「フォーチュン500」に載るような企業や、国際的な政治指導者たち、ウェストポイントの陸軍士官学校からナショナル・フットボール・リーグに至る多様な組織などのために毎年講演を行なっている。『ニューヨーク・タイムズ』紙、『ウォール・ストリート・ジャーナル』紙、『ビジネスウィーク』誌でベストセラー作家として取り上げられ、Amazon.comが選んだ「10周年の殿堂 (10th Anniversary Hall of Fame)」入りした25人の作家のひとりとなった。著作のうちの3冊、『統率者の哲学 リーダーシップ21の法則 (The 21 Irrefutable Laws of Leadership)』、『あなたがリーダーに生まれ変わるとき (Developing the Leader Within You)』、『リーダーシップ人間力の鉄則：部下の心に火をつける21の資質 (The 21 Indispensable Qualities of a Leader)』は、いずれも百万部以上の売り上げを達成した。
マクスウェルは、インディアナ・ウェスレヤン大学の理事のひとりでもあり、同大学には彼の名を冠した建物である、ビジネスとリーダーシップのためのマクスウェル・センター (the Maxwell Center for Business and Leadership) がある。
マクスウェルは、National Agents Alliance (NAA) のリーダーシップ会議 (Leadership Conference) に何度も、直近では2010年に、招かれている。2012年には、トーストマスターズ・インターナショナルから、「金の小槌 (Golden Gavel)」賞を贈られた。
2013年7月、マクスウェルの組織はグアテマラで24,000人の指導者の養成にあたった。ランディ・ストロマン (Randy Stroman) ら John Maxwell Team のメンバーが、1週間に及ぶリーダーシップ訓練を実施した。
2014年5月、マクスウェルは、『Inc.』誌による世界のリーダーシップ、経営の専門家のランキングで第1位となった。

## おもな著書
より完全な著書のリストは、英語版「en:List of books by John C. Maxwell」を参照。
- Be All You Can Be, Cook Communications (Originally Chariot-Victor Books, 1987)
- Be a People Person, Cook Communications (Originally Chariot-Victor Books, 1989)
  - 日本語訳：（渡邉美樹 監訳）「人を動かす人」になるために知っておくべきこと、三笠書房、2010年
- Developing the Leader Within You, Thomas Nelson, 1993 (Repackaged 2001)
  - 日本語訳：（宮本喜一 訳）あなたがリーダーに生まれ変わるとき、ダイヤモンド社、2006年
- Developing the Leaders Around You, Thomas Nelson, 1995 (Repackaged 2003)
- Success Journey, Thomas Nelson, 1997 - 後に改題：Your Road Map for Success, 2002
  - 日本語訳：（齋藤孝 訳）夢を実現する戦略ノート、三笠書房、2005年
  - 日本語訳：（齋藤孝 訳）夢を実現する戦略ノート、三笠書房（知的生きかた文庫）、2009年
- Becoming a Person of Influence, Thomas Nelson, 1997
  - 日本語訳：（齋藤孝 訳） 求心力人を動かす10の鉄則、三笠書房、2007年
- The 21 Irrefutable Laws of Leadership, Thomas Nelson, 1998
  - 日本語訳：（茶之木淳 訳）統率者の哲学 リーダーシップ21の法則、アイシーメディックス、2005年
  - 日本語訳：（渡邉美樹 監訳）これからのリーダーが「志すべきこと」を教えよう、三笠書房、2012年
- The 21 Indispensable Qualities of a Leader, Thomas Nelson, 1999
  - 日本語訳：（弓場隆 訳）リーダーシップ人間力の鉄則：部下の心に火をつける21の資質、ダイヤモンド社、2001年
  - 日本語訳：（弓場隆 訳）この人についていきたい、と思わせる21の法則、ダイヤモンド社、2008年
  - 日本語訳：（弓場隆 訳）「人の上に立つ」ために本当に大切なこと、ダイヤモンド社、2013年
- Success, One Day at a Time, J. Countryman, 2000
  - 日本語訳：（齋藤孝 監訳）ありきたりの毎日を黄金に変える言葉、講談社（講談社biz）、2006年
- Failing Forward–Turning Your Mistakes into Stepping Stones for Success, Thomas Nelson, 2000
  - 日本語訳：（齋藤孝 訳）「勝負強さ」を鍛える本、三笠書房、2006年
  - 日本語訳：（齋藤孝 訳）「一勝九敗」の成功法則、三笠書房（知的生きかた文庫）、2010年
- The 17 Indisputable Laws of Teamwork, Thomas Nelson, August 2001
- Leadership 101, Thomas Nelson,	2002
  - 日本語訳：（干場弓子 監訳）マクスウェルのリーダーシップ集中講義、ディスカヴァー・トゥエンティワン、2013年
- Thinking For a Change, Warner Business Books, March 2003 - 後に改題：How Successful People Think, 2009
  - 日本語訳：（齋藤孝 訳）その他大勢から抜け出す成功法則、三笠書房、2005年
  - 日本語訳：（齋藤孝 訳）すごい「考える力」!、三笠書房（知的生きかた文庫）、2008年
- There's No Such Thing as Business Ethics (There's Only ONE RULE for Making Decisions), Publ. 2003, Warner Business Books
- Today Matters, Warner Books, April 2004
- Winning With People, Thomas Nelson, December 2004 - 1 of Executive Book Summaries 30 Best Business Books in 2005
  - 日本語訳：（旦紀子 訳）その他大勢を味方につける25の方法、祥伝社、2006年
- The Choice Is Yours,	J. Countryman, 2005
  - 日本語訳：（齋藤孝 監訳）ザ・チョイス人生を決める16の選択、講談社（講談社biz）、2006年
- The 360° Leader, Thomas Nelson, January 2006 - 1 of Executive Book Summaries 30 Best Business Books in 2003
- Talent Is Never Enough, Thomas Nelson, 2007
  - 日本語訳：（渡邉美樹 監訳）「戦う自分」をつくる13の成功戦略、三笠書房、2009年
- Go for Gold: Inspiration to Increase Your Leadership Impact, Thomas Nelson, 2008
  - 日本語訳：（児島修 訳）伸びる会社には必ず理想のリーダーがいる、辰巳出版、2011年
- Encouragement Changes Everything, Thomas Nelson, 2008
  - 日本語訳：（弓場隆 訳）励ましの言葉が人を驚くほど変える、扶桑社、2011年
- Leadership Gold: Lessons I've Learned from a Lifetime of Leading, Thomas Nelson –March 2008
- Make Today Count, Center Street, First Center Street Edition: June 2008
- Put Your Dream to the Test, Thomas Nelson – March, 2009
  - 日本語訳：（上原裕美子 訳）夢をかなえる10の質問にあなたは「YES」で答えられるか?、辰巳出版、2011年
- Everyone Communicates, Few Connect: What the Most Effective People Do Differently, Thomas Nelson- 2010
  - 日本語訳：（上原裕美子 訳）「つながり」力：結果が出せる人になる、辰巳出版、2012年
- The 5 Levels of Leadership, Center Street- 2011
- The 15 Invaluable Laws of Growth, Center Street- 2012
  - 日本語訳：（佐々木常夫 監訳）自分が変わるための15の成長戦略、三笠書房、2013年
- Sometimes You Win, Sometimes You Learn, Center Street, 2013
  - 日本語訳：（日暮雅通 監訳）失敗しないとわかっていたら、どんなことをしてみたい?、ダイヤモンド社、2014年
- Good Leaders Ask Great Questions: Your Foundation for Successful Leadership, Center Street, 2014
  - 日本語訳：（岡本行夫 監訳）人を動かす人の「質問力」、三笠書房、2016年